# Documento di economia e finanza
In economia il Documento di Economia e Finanza (o DEF, originariamente Documento di programmazione economica finanziaria o DPEF), è un documento all'interno del quale vengono messe per iscritto tutte le politiche economiche e finanziarie selezionate, decise ed imposte dal soggetto emanatore (es. governo).

## Descrizione
Il soggetto emanatore può essere una persona giuridica (ad es. una azienda), una istituzione o persona istituzionale (lo stato o parte di esso, ad es. un ministero), un ente (ad es. ente cooperativo o artistico).
Nell'ottica della scienza denominata economia politica, le politiche rappresentano gli standard comportamentali ed operativi da applicare a qualsiasi ambito relativo ad ogni settore specifico. Nel caso della politica economico-finanziaria il DEF è il contenuto tecnico ed operativo dei comportamenti futuri dell'emanatore, in merito alla propria economia ed alle proprie finanze.
In conclusione il DEF, che consiste di solito in un testo abbastanza voluminoso, sancisce la politica economica, cioè regole e criteri dell'andamento economico e finanziario all'interno della struttura dell'emanatore stesso, nonché i risultati che la struttura dovrà raggiungere, e normalmente indica anche i tempi di realizzazione dei risultati finali oggetto del documento stesso.

## Nel mondo
La programmazione economica trova i suoi fondamenti teorici nella dottrina di J.M. Keynes nota come economia keynesiana. Esempi storici di DEF furono il piano Marshall, inquadrabile nei documenti di programmazione economica e finanziaria, così come i piani quinquennali dell'Unione Sovietica.

### Italia
Tra i documenti programmatici che - anticipando la disciplina legislativa del 1978 - si susseguirono nei primi anni del centro-sinistra, si annoverano "le «Idee per la programmazione economica» di Fuà e di Sylos Labini e i piani che portano i nomi di Giolitti e di Pieraccini".
Nella contabilità di Stato italiana, con la legge n. 468 del 1978 si è previsto un documento governativo che definisce la manovra di finanza pubblica per il periodo compreso nel bilancio pluriennale. Va presentato dal Governo al Parlamento per la sua approvazione entro il 10 aprile di ogni anno. Non è una legge, anche se vincola politicamente le decisioni del Governo.
Nel DEF si delineano gli scopi che il bilancio dello Stato pluriennale intende perseguire e si delimita l'ambito entro cui costruire il bilancio annuale. Scopo del DEF è quello di permettere al Parlamento di conoscere con anticipo le linee di politica economica e finanziaria del Governo; quest'ultimo è politicamente impegnato a redigere il successivo bilancio annuale secondo i criteri che scaturiscono dal dibattito parlamentare.